# Rzeczywistość (tygodnik)
Rzeczywistość – tygodnik społeczno-polityczny ukazujący się od 24 maja 1981 do 1989 roku.
Redaktorem naczelnym tygodnika byli Henryk Tycner (1981–1982) i Janusz Pardun (w innych źródłach noszący imię Jan, 1982–1989). Pismo powstało na wniosek Stefana Olszowskiego. Nazwa czasopisma wywodzi się od Stowarzyszenia Klubów Wiedzy Społeczno-Politycznej „Rzeczywistość”. Pierwszym redaktorem naczelnym był Henryk Tycner. Tygodnik zawieszono po wprowadzeniu stanu wojennego 13 grudnia 1981 roku. Po reaktywacji nowym redaktorem naczelnym został Janusz Pardun.
Nakład czasopisma wynosił 150 tys. egzemplarzy.
Publicystami „Rzeczywistości” byli: Stanisław Chłodzik, Adam Fryszkiewicz, Piotr Górecki, Wojciech Klechniowski, Józef Kossecki, Hubert Kozłowski, Bożena Krzywobłocka, Konrad Krzyżanowski, Franciszek Lasoń, Jan Norski, Kazimierz Nowak, Jerzy Pardus, Wacław Piątkowski, Adam Rostowski, Henryk Tycner, Edward Wojtara.
Pismo miało charakter narodowo-komunistyczny. Tygodnik zajmował krytyczne stanowisko w stosunku do NSZZ „Solidarność”, Komitetu Obrony Robotników, Republice Federalnej Niemiec, członków kierownictwa Polskiej Zjednoczonej Partii Robotniczej reprezentujących frakcję liberalną. W piśmie opisywano przypadki nadużyć i korupcji epoki gierkowskiej i propagowała marksistowsko-leninowską doktrynę ekonomiczną. Publikowane teksty miały agresywny charakter.
Redakcja tygodnika cieszyła się sympatią ambasady sowieckiej, która m.in. dostarczała brakującego na rynku papieru. Służba Bezpieczeństwa PRL dostarczała redakcji czasopisma materiały dotyczące opozycji.